# IC 972
IC 972 је планетарна маглина у сазвјежђу Дјевица која се налази на листи објеката дубоког неба у Индекс каталогу.
Деклинација објекта је - 17° 13' 39" а ректасцензија 14h 4m 26,0s. Привидна величина (магнитуда) објекта IC 972 износи 13,9 а фотографска магнитуда 14,9. IC 972 је још познат и под ознакама PK 326+42.1, Abell 37, CS=17.7.